# 春日神社 (各務原市上戸町)
春日神社（かすがじんじゃ）は、岐阜県各務原市上戸町に鎮座する神社（春日神社）。

## 概要
美濃国羽栗郡下中屋村（現・各務原市下中屋町）の春日神社より分祀して創建される。創建時期は不詳だが、延宝5年（1677年）の年号が記入された木槌があることから、それ以前の創建と推測される。

## 祭神
- 武甕槌神
- 経津主神
- 天児屋根命
- 姫大神

## 境内社
- 秋葉大権現

観音が烏天狗の姿で現れたと伝わる
- 猿田彦神社
- 住吉神社
- 山神神社